# Lake of the Pines
Lake of the Pines è un census-designated place (CDP) degli Stati Uniti d'America situato in California, nella contea di Nevada.